# Olympische Winterspiele 2018/Teilnehmer (Montenegro)
| Gelbes Symbol für Goldmedaillen mit stilisierten Olympischen Ringen | Graues Symbol für Silbermedaillen mit stilisierten Olympischen Ringen | Braundes Symbol für Bronzemedaillen mit stilisierten Olympischen Ringen |
| ------------------------------------------------------------------- | --------------------------------------------------------------------- | ----------------------------------------------------------------------- |
| —                                                                   | —                                                                     | —                                                                       |

Montenegro nahm bei den Olympischen Winterspielen 2018 in Pyeongchang zum dritten Mal in seiner Geschichte an Olympischen Winterspielen teil. Die Delegation umfasste drei Athleten, die in zwei Disziplinen starteten, davon ein Mann und zwei Frauen. Fahnenträgerin bei der Eröffnungsfeier war Jelena Vujičić.

## Teilnehmer nach Sportarten

### Ski Alpin
| Athleten        | Wettbewerbe  | 1. Lauf     | 2. Lauf       | Gesamt        | Gesamt        |
| Athleten        | Wettbewerbe  | Zeit        | Zeit          | Zeit          | Rang          |
| --------------- | ------------ | ----------- | ------------- | ------------- | ------------- |
| Frauen          |              |             |               |               |               |
| Jelena Vujičić  | Riesenslalom | 1:30,53 min | 1:28,12 min   | 2:58,65 min   | 58            |
| Jelena Vujičić  | Slalom       | DNF         | ausgeschieden | ausgeschieden | ausgeschieden |
| Männer          |              |             |               |               |               |
| Eldar Salihović | Riesenslalom | 1:20,51 min | 1:20,72 min   | 2:41,23 min   | 64            |
| Eldar Salihović | Slalom       | DNF         | ausgeschieden | ausgeschieden | ausgeschieden |

### Skilanglauf
| Athleten         | Wettbewerbe    | Zeit        | Rang |
| ---------------- | -------------- | ----------- | ---- |
| Frauen           |                |             |      |
| Marija Bulatović | 10 km Freistil | 35:24,0 min | 88   |